# Christiane Rücker

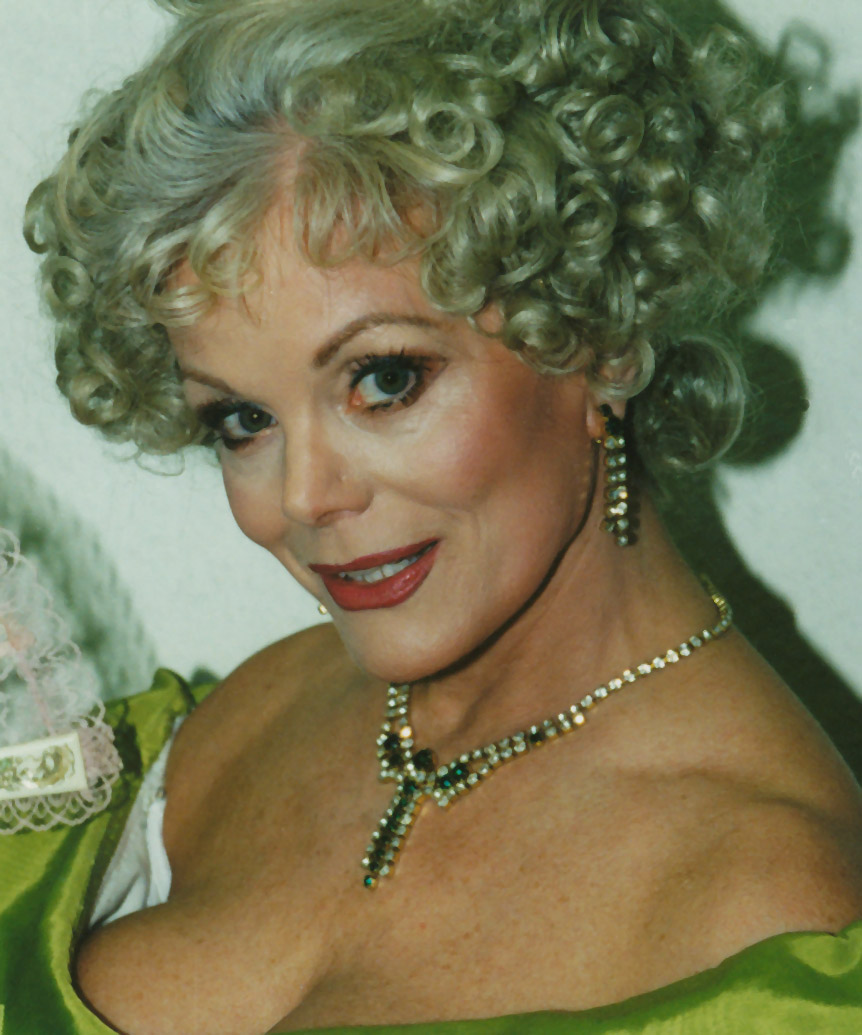
Christiane Rücker

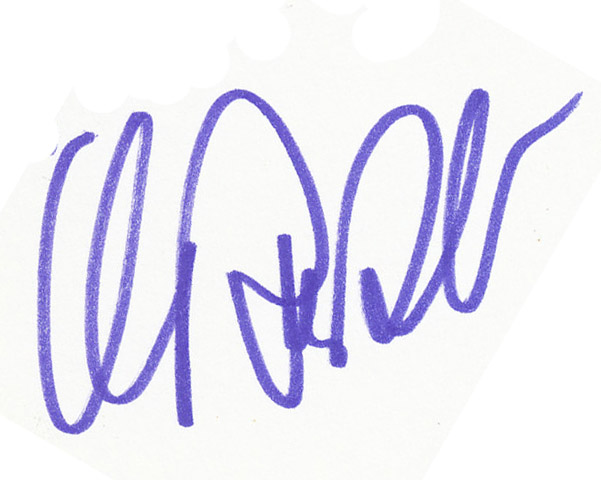
Signatur von Christiane Rücker

Christiane Rücker (* 12. Juni 1944 in Schertendorf, Niederschlesien, Deutsches Reich) ist eine deutsche Schauspielerin.

## Leben
Christa Rücker, wie sie ursprünglich hieß, ist die ältere von zwei Töchtern des Holzschnitzers, Musikers und späteren Schreiners Ernst Rücker und seiner Ehefrau Frieda, einer gelernten Krankenschwester. Nach der Vertreibung lebte sie mit ihren Eltern in Zorneding bei München.
Sie wurde Buchhalterin bei einer Baubeschlägefirma und absolvierte von 1962 bis 1965 eine Schauspielausbildung an der Schauspielschule Zerboni, nahm 1963 bis 1965 Privatunterricht bei Lilly Ackermann und ein halbes Jahr Gesangsunterricht in München. Gleichzeitig arbeitete sie als Fotomodell und wurde mehrfach Covergirl bei verschiedenen Illustrierten. Bald kamen auch kleine Filmrollen hinzu.
Christiane Rücker, wie sie sich jetzt nannte, wurde im Film regelmäßig als „lockeres Mädchen“ eingesetzt. 1969 erhielt sie durch Harry Meyen erste Theaterrollen im Theater am Kurfürstendamm. Sie konzentrierte sich später vornehmlich auf die Theaterarbeit und hatte 1974 in Wien und 1976 in Berlin als Gigi großen Bühnenerfolg an der Seite von Johannes Heesters. Ähnlich erfolgreich war sie als Irma la Douce. Sie spielte vor allem in Berlin, Hamburg, Frankfurt und Köln, meist im Rahmen von Tourneen.
Felix Dvorak holte sie mehrmals an die von ihm geleiteten Berndorfer Festspiele und in seine in Montreux ausgezeichnete satirische TV-Show MAD IN AUSTRIA.
Nach mehreren Affären, u. a. mit dem US-Serienstar Ty Hardin, und einer gescheiterten Beziehung mit dem Autor und Regisseur Andreas Raab unternahm sie im April 1979 mit Schlaftabletten und Alkohol einen Selbstmordversuch. Danach fand sie im Veda eine neue Lebensgrundlage, seither lebt sie vegetarisch und alkoholfrei.
1982 verpflichtete sie sich, alle ihre Fähigkeiten in den Dienst einer Wohlfahrtsarbeit zu stellen. Sie gründete den Verein „Goldener Lotus, Hilfswerk Bengalen“, der sich für Bedürftige in West-Bengalen engagiert. Vorwürfe wegen Spendenbetrugs und Urkundenfälschung sowie der Verbindung zu Hare Krishna, wie sie u. a. von der Illustrierten Quick und dem Sektenbeauftragten Friedrich Wilhelm Haack erhoben wurden, konnte sie auf gerichtlichem Wege zurückweisen.
Christiane Rücker war von 1965 bis zur Scheidung am 16. September 1968 mit ihrem Jugendfreund Clemens verheiratet. 1992 heiratete sie einen Journalisten aus Sarajevo, sie wurden nach vedischem Ritual getraut.

## Filmografie
- 1964: Willy Reichert in Geliebter Kuckuck (TV)
- 1964: Holiday in St. Tropez
- 1965: Unsere große Schwester (Fernsehserie, Folge: „Die Band“)
- 1965: Weekend im Paradies (TV)
- 1965: Ich kauf mir lieber einen Tirolerhut
- 1966: Die Liebesquelle
- 1966: Geheimagent Tegtmeier (Fernsehserie, Folge: „Die braven Mädchen“)
- 1966: In Frankfurt sind die Nächte heiß
- 1966: Bel Ami 2000 oder Wie verführt man einen Playboy
- 1966: Bonditis
- 1967: Die Schlangengrube und das Pendel
- 1967: Carmen-Baby (Carmen, Baby)
- 1967: Heubodengeflüster
- 1968: Paradies der flotten Sünder
- 1968: 69 Liebesspiele
- 1968: Otto ist auf Frauen scharf
- 1968: Zieh dich aus, Puppe
- 1968: Der Arzt von St. Pauli
- 1968: Komm nur, mein liebstes Vögelein
- 1969: Donnerwetter! Donnerwetter! Bonifatius Kiesewetter
- 1969: Ein dreifach Hoch dem Sanitätsgefreiten Neumann
- 1969: Lauf doch nicht splitternackt herum (TV)
- 1969: Auf der Reeperbahn nachts um halb eins
- 1970: Heintje – Einmal wird die Sonne wieder scheinen
- 1970: Unsere Pauker gehen in die Luft
- 1970: Spiel nicht mit kleinen Mädchen (TV)
- 1970: Bäng Bäng (Fernsehserie, 1 Folge)
- 1971: Die Kompanie der Knallköppe
- 1972: Der Kommissar (Fernsehserie, Episode 46: Überlegungen eines Mörders)
- 1973: Gestern gelesen (Fernsehserie, Episode: Im Netz der Spinne)
- 1973: Wenn jeder Tag ein Sonntag wär
- 1973: Hallo – Hotel Sacher … Portier! (Fernsehserie, Folge 12: „Die drei Väter der Romy Schröder“)
- 1973: Tatort: Frauenmord
- 1974: Die Leichenfabrik des Dr. Frankenstein (Terror! Il castello delle donne maledette)
- 1974: Im Auftrag von Madame (Fernsehserie, Folge: „Zwei leitende Herren“)
- 1974: Die Fälle des Herrn Konstantin (Fernsehserie, zwei Folgen)
- 1974: Cabaret Cabaret (Fernsehserie, fünf Folgen)
- 1975: Liebe mal so – mal so (Vergnügliches über ein altes Thema) (TV)
- 1975: Mad in Austria (TV)
- 1976: Anton, zieh die Bremse an![2] (TV)
- 1976: Komiker-Express (TV)
- 1977: Sanfter Schrecken (TV)
- 1977: Haben Sie nichts zu verzollen? (TV)
- 1978: Der keusche Lebemann (TV)
- 1978: Kottan ermittelt (Fernsehserie, fünf Folgen)
- 1978: Das Einhorn
- 1979: Erzählung eines Unbekannten (TV)
- 1980: Weekend im Paradies (TV)
- 1980: Ein verrücktes Paar (Fernsehserie, ein Folge)
- 1980: Kabarett zu den vier Jahreszeiten (Fernsehserie, ein Folge)
- 1980: Jeder lacht auf seine Weise (TV)
- 1982: Das Traumschiff (Fernsehserie, Folge: „Granada“)
- 1983: Der Paragraphenwirt (Fernsehserie, Folge: „Der Sensationsprozess“)
- 1983: Geschichten aus der Heimat (Fernsehserie) Folge: Sag „Prost Neujahr“, Liebling als Fotomodell
- 1984: Tiger – Frühling in Wien
- 1987: Hafendetektiv (Fernsehserie, sechs Folgen)
- 1987: Vom Glück verfolgt (Fernsehserie, zwei Folgen)
- 1990: Ein Schloß am Wörthersee (Fernsehserie, Folge: „Ein Dinner für zwei“)
- 1990: Damals auf Burg Wutzenstein (TV)
- 2007: Hausmeister Krause – Ordnung muss sein (Fernsehserie, Folge: „Die Wiedergeburt“)
- 2008–2018: Aktenzeichen XY … ungelöst (8 Folgen)
- 2009: SOKO München (Fernsehserie, Folge: „Riekes Schwester“)
- 2011: Ein Fall für die Anrheiner (Fernsehserie, Folge: Der Held)
- 2021: Kitz (Fernsehserie, Folge: „Aus der Spur“)
- 2022: Die Rosenheim-Cops (Fernsehserie, Folge: Eine Absage für alle)

## Theater (Auswahl)
- 1969: Du weisst doch, ich versteh’ kein Wort, wenn das Badewasser läuft (Komödie am Kurfürstendamm)
- 1970: Liebe für Liebe (Berliner Tournee)
- 1970: Versuchs doch mal mit kleinen Mädchen (Theater am Dom Köln)
- 1972: Stille Wasser (Theater in der Josefstadt Wien)
- 1974: Herr Puntila und sein Knecht Matti (Theater in der Josefstadt Wien)
- 1975: Gigi (Theater an der Wien)
- 1976: Irma La Douce (Komödie Frankfurt)
- 1978: Eule und Kätzchen (Komödie Hamburg)
- 1981: Meine dicke Freundin (Theater am Dom Köln)
- 1982: Blaubarts 8. Frau (Kammerspiele Wien)
- 1985: Wer doppelt liebt... (Theater am Dom Köln)
- 1991: Minna von Barnhelm (Tournee Grabowski)
- 1995: Sind Sie der Ehemann? (Kleines Theater Bad Godesberg)
- 1996: Das Biest (Theater am Dom Köln)
- 1997: Tartuffe (Festspiele Röttingen)
- 2001: Die Dinnerparty (Fritz-Remond-Theater Frankfurt)
- 2003: Ein verrücktes Wochenende (Theater am Holstenwall Hamburg)
- 2008: Geliebtes Mischmasch (Neues Theater Hannover)
- 2011: Ein Herz und eine Seele (Komödie Braunschweig)
- 2013: Der Kurschattenmann (Komödie Frankfurt)
- 2016: Schick mir keine Blumen (Komödie am Altstadtmarkt Braunschweig)
- 2020: Wer hat Angst vorm weißen Mann (Komödie im Bayerischen Hof)
- 2021–2023: Die Feuerzangenbowle (Komödie im Bayerischen Hof)
- 2023: Die Schöne und das Biest (Luisenfestspiele Wunsiedel)
- 2023: Der Brandtner Kaspar 2 (Luisenfestspiele Wunsiedel)

## Veröffentlichungen
- Schattenspiele mit Licht. Autobiographisches. Verlag Peter Erd, München 1989, ISBN 3-8138-0154-3
- Unterwegs nach Indien. Meine Reise zur inneren Harmonie. Herbig Verlagsbuchhandlung GmbH, München 2000, ISBN 3-7766-2143-5.